# Saint-Mamet
Saint-Mamet è un comune francese di 609 abitanti situato nel dipartimento dell'Alta Garonna nella regione dell'Occitania.

## Società

### Evoluzione demografica
Abitanti censiti